# William Snell
August Villiam Snell, född 25 juli 1896 i Erkheikki i Pajala församling, Norrbottens län, 24 november 1980 i  Haparanda, Nedertorneå församling, Norrbottens län, var en svensk (tornedalsk) lärare, skolinspektör och författare.
Snell avlade folkskollärarexamen i Luleå 1923 och tjänstgjorde som lärare i Erkheikki 1923-1930, som överlärare i Pajala kommun 1932-1938 och som folkskoleinspektör, sedermera skolinspektör, i Tornedalen 1938-1962.
Snells mest kända utgivning är Kamaripirtiltä, en samling berättelser från en torpstuga i närheten av Snells hemgård, första gången utgiven 1944. Det är den första i bokform utgivna texten på meänkieli. Kamaripirtiltä är i bokserien Tornedalica utgiven i svensk översättning, Berättelser från Kamaripirtti, 1976 och 1985, och i isländsk översättning 1982, Frásagnir frá Kamaripirtti.
Snell har skrivit texten, både finsk och svensk, till Tornedalssången (Var hälsad vackra Tornedal) som betraktas som Tornedalens nationalsång.
1918 bildade han tillsammans med sin bror Svante Snell Sveriges första avdelning av Jordbrukare-Ungdomens Förbund, JUF.
Han promoverades till filosofie hedersdoktor vid Umeå universitet 1973.
William Snell var gift med hemkonsulenten Hilda Joki, född 1896 i Hietaniemi församling, död i Haparanda 1982.